# Лежитим, Франсуа Дени
Франсуа Дени Лежитим (фр. François Denys Légitime; 20 ноября 1841, Жереми, Гаити, — 29 июля 1935, Порт-о-Пренс, Гаити) — гаитянский политический, военный и государственный деятель, президент Гаити в 1888—1889 годах. 

## Биография
Лежитим родился в Жереми 20 ноября 1841 года в семье Дени Лежитима и Тинетт Лесперанс. Был женат с Роз Мари Изор Марион, имел девять детей: Кувье, Эдмонд, Анжел, Антуанет, Дени-младший, Леон, Клеменс, Мари и Агнес.
Во времена правления Фабра Жеффрара получил звание генерал-адъютанта, а во время правления Сильвена Сальнава получил должность начальника генерального штаба. Занимал посты министра внутренних дел и сельского хозяйства в правительстве Лизьюса Саломона. Во времена той же администрации Лежитим был обвинён в стремлении к президентству и был вынужден уехать в Кингстон (Ямайка), проведя там три года. Он вернулся на родину и был избран президентом 18 декабря 1888 года. Впрочем, на посту главы государства он продержался недолго: его отстранили от власти в следующем году и он снова был вынужден уехать на Ямайку. В 1896 году президент Тирезьяс Симон Сан гарантировал бывшему генералу амнистию, и Лежитим вернулся в Гаити.
Он умер 29 июля 1935 года в Порт-о-Пренсе.